# Mas (Corbera d'Ebre)
El Mas és una obra de Corbera d'Ebre (Terra Alta) inclosa a l'Inventari del Patrimoni Arquitectònic de Catalunya.

## Descripció
Petita construcció popular, d'ús agrícola en mig d'un conreu de vinya; feta de pedra poc treballada i argamassa a algun lloc. Planta heptagonal i de grosses parets que es van tancant per dalt per cobrir-la com una volta esglaonada de lloses de pedra, després per fora és superposa terra que tot dotant-li d'una forma cònica. Cap finestra i una porta petita allindada per un arc molt caigut format per diverses peces de pedra. Espècie de guardapols de peces ceràmiques de damunt. A la seva bora restes d'un petit tancat amb el sostre tombat.